# Duinbollenzweefvlieg
De duinbollenzweefvlieg (Eumerus sabulonum) is een vliegensoort uit de familie van de zweefvliegen (Syrphidae). De wetenschappelijke naam van de soort is voor het eerst geldig gepubliceerd in 1817 door Fallen.